# Elezioni amministrative in Nagorno Karabakh
Le elezioni amministrative in Nagorno Karabakh si tenevano a partire dal 1998 e interessavano il rinnovo delle cariche di capo della comunità (sindaco) e del “Consiglio degli anziani” delle comunità urbane e rurali (circa duecentotrenta) della repubblica caucasica de facto del Nagorno Karabakh (1992-2024). Esse, che dal 2007 si tenevano con cadenza quadriennale e non più triennale, riguardavano anche il rinnovo del sindaco della capitale Stepanakert.

## Elenco delle elezioni
- Elezioni amministrative in Artsakh del 2019[3]
- Elezioni amministrative in Nagorno Karabakh del 2015[4]
- Elezioni amministrative in Nagorno Karabakh del 2011[5]
- Elezioni amministrative in Nagorno Karabakh del 2007
- Elezioni amministrative in Nagorno Karabakh del 2004
- Elezioni amministrative in Nagorno Karabakh del 2001
- Elezioni amministrative in Nagorno Karabakh del 1998

| Data elezioni     | Elettori | Aventi diritto | Percentuale votanti | Comunità interessate | Candidati capo comunità | Candidati consiglio anziani | Eletti Consiglio |
| ----------------- | -------- | -------------- | ------------------- | -------------------- | ----------------------- | --------------------------- | ---------------- |
| 27 settembre 1998 | 52.311   | 86.895         | 60,2%               | 195                  | 391                     | 1280                        | 1245             |
| 5 settembre 2001  | 53.537   | 86.525         | 61,9%               | 213                  | 360                     | 1550                        | 1463             |
| 8 agosto 2004     | 58.825   | 88.436         | 66,6%               | 199                  | 391                     | 1685                        | 1437             |
| 14 ottobre 2007   | 58.087   | 89.535         | 64,9%               | 162                  | 292                     | 1456                        | 1133             |
| 18 settembre 2011 | 54.697   | 93.243         | 58,6%               | 148                  | 213                     | 1215                        | 1071             |
| 13 settembre 2015 | 55.787   | 94.377         | 55,9%               | 144                  | n.d                     | n.d.                        | n.d.             |
| 8 settembre 2019  | 67.342   | 103.043        | 65,3%               | 228                  | 412                     | 1394                        | n.d.             |

| Data elezioni     | Partito Democratico dell'Artsakh | Partito Comunista dell'Artsakh | Federazione Rivoluzionaria Armena | Libera Patria | indipendenti |
| ----------------- | -------------------------------- | ------------------------------ | --------------------------------- | ------------- | ------------ |
| 27 settembre 1998 | n.d.                             | n.d.                           | n.d.                              | n.d.          | n.d.         |
| 5 settembre 2001  | n.d.                             | n.d.                           | n.d.                              | n.d.          | n.d.         |
| 8 agosto 2004     | 53                               | 9                              | 21                                | -             | 116          |
| 14 ottobre 2007   | 38                               | 2                              | 16                                | 2             | 104          |
| 18 settembre 2011 | 25                               | -                              | 14                                | 2             | 101          |
| 13 settembre 2015 | 16                               | -                              | 14                                | 36            | 78           |
| 8 settembre 2019  | 12                               | -                              | 8                                 | 61            | 164          |